# Mount Elephant
Mount Elephant är ett berg i Australien. Det ligger i regionen Corangamite och delstaten Victoria, omkring 160 kilometer väster om delstatshuvudstaden Melbourne. Toppen på Mount Elephant är 376 meter över havet, eller 186 meter över den omgivande terrängen. Bredden vid basen är 5,0 km.
Mount Elephant är den högsta punkten i trakten. Runt Mount Elephant är det mycket glesbefolkat, med 4 invånare per kvadratkilometer.. Närmaste större samhälle är Derrinallum, nära Mount Elephant. 
Trakten runt Mount Elephant består till största delen av jordbruksmark. Genomsnittlig årsnederbörd är 1 165 millimeter. Den regnigaste månaden är juni, med i genomsnitt 167 mm nederbörd, och den torraste är februari, med 32 mm nederbörd.